# Сан-Теодоро-аль-Палатино
Сан-Теодоро-аль-Палатино (лат. Sancti Theodori in Palatio коротко італ. San Teodoro) — римська церква біля підніжжя Палатина, присвячена грецькому святому Теодору Амасейському. Невелика церква восьмикутної форми побудована в VI столітті можливо на місці язичницького храму на території складів Агріппи.

## Історія
Традиційно прираховують церкву до семи діяконій в Римі. Перший диякон призначений папою  Агафоном у 678році. Перше відоме ім'я диякона церкви — Роберто з 1073 року. За ініціативою Сікста V втрачає назву титульної. Посвята грецькому святому означає візантійський вплив при її будівництві.
До 1471 року тут зберігалася Капітолійська вовчиця.
Церква примітна флорентійським куполом (1454) і мозаїкою в абсиді VI століття; оформлення зовнішнього дворика роботи Карло Фонтана (1705) на замовлення папи Климента XI.
Титул свяого Теодора церква отримує знову 2 грудня 1959 року за папи Івана XXIII.
Іван Павло II передав церкву Константинопольському Патріархату та національній грецькій православній церкві в Римі. У освяченні церкви у 2004 взяв участь Патріарх Варфоломій I. 
З 2002 по 2004 року церква відеставрована та оздоблена в православній традиції.

## Титулярна дияконія
Сан Теодоро є титулярною дияконією. Кардиналом-дияконом з титулом дияконії Сан Теодоро аль Палатино з 26 листопада 1994 по 11 січня 2000 року, був італійський кардинал Віченцо Фаджоло, до своєї смерті. Новий кардинал-диякон не призначений.